# Bauvin
Pour l’article ayant un titre homophone, voir Bovin.
Bauvin est une commune française située dans le département du Nord, en région Hauts-de-France. Bauvin faisait partie de la communauté de communes de la Haute Deûle, en Flandre française, qui a choisi de rejoindre la Métropole européenne de Lille en 2020.
Ses habitants sont appelés les Bauvinois.

## Géographie

### Localisation
Bauvin se situe dans le Carembault en Flandre romane à 17 km au sud-ouest de Lille, (25,3 km par la route).
|                              | Sainghin-en-Weppes | Annœullin |
| Billy-Berclau                | Bauvin             | Provin    |
| Wingles (par un quadripoint) | Meurchin           |           |

### Hydrographie

#### Réseau hydrographique
La commune est située dans le bassin Artois-Picardie. Elle est drainée par le canal d'Aire à la Bassée, le canal de la Deûle, la rigole du Nord, le Flot de Wingles Aval, la rigole du Roi, la rigole Royale, le Fossé Bouget et divers autres petits cours d'eau,.
Le canal d'Aire à la Bassée, d'une longueur de 39 km, prend sa source dans la commune  et se jette  dans la Lys à Aire-sur-la-Lys, après avoir traversé 20 communes. 

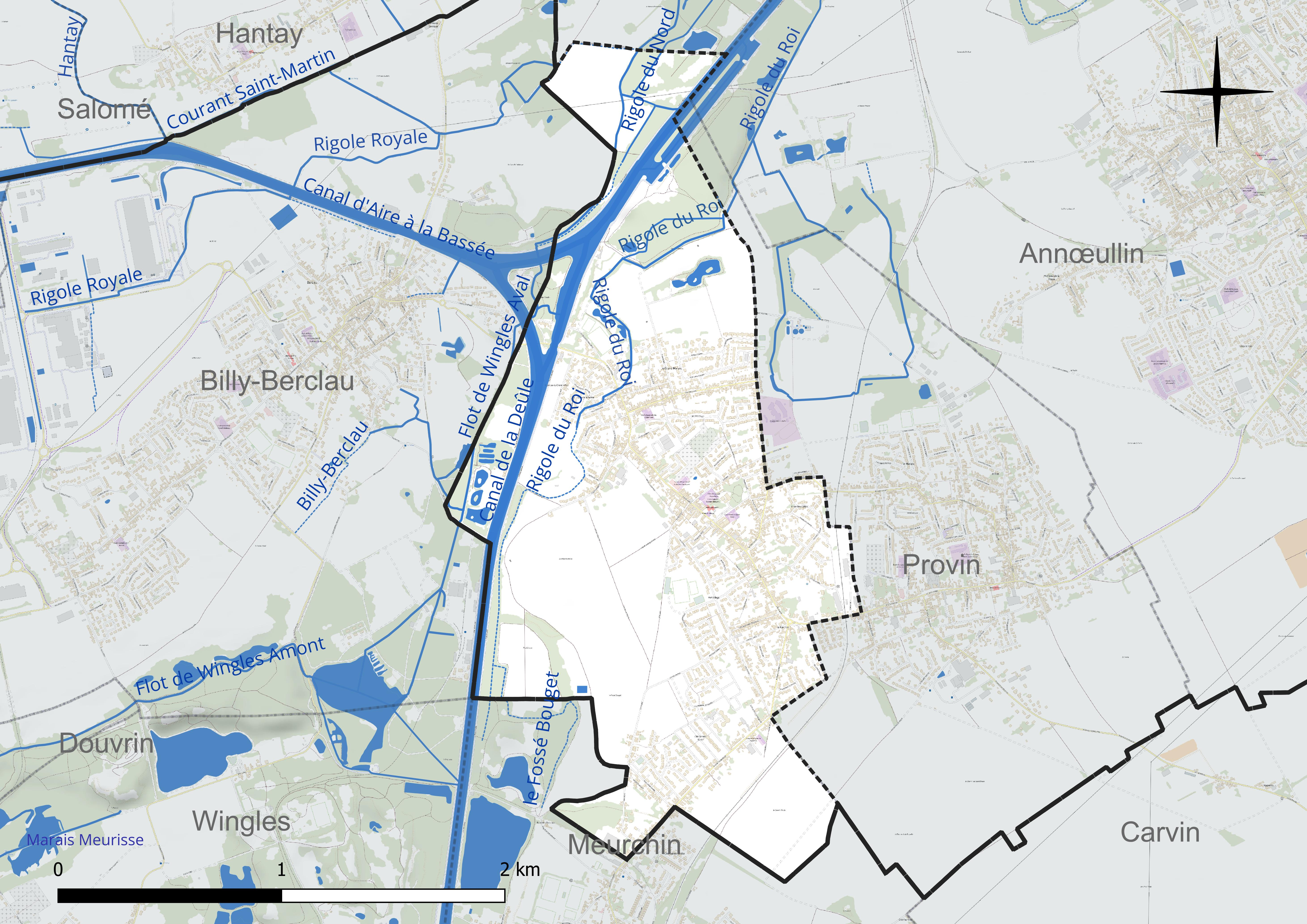
Réseau hydrographique de Bauvin.

Le canal de la Deûleest un canal, chenal navigable, d'une longueur de 59 km, prend sa source dans la commune de Douai et se jette  dans la Lys à Deûlémont, après avoir traversé 40 communes. 
La Rigole du Nord, d'une longueur de 16 km, prend sa source dans la commune  et se jette  dans le canal de la Deûle à Sequedin, après avoir traversé sept communes. 

#### Gestion et qualité des eaux
Le territoire communal est couvert par le schéma d'aménagement et de gestion des eaux (SAGE) « Marque Deûle ». Ce document de planification concerne un territoire de 1 120 km2 de superficie, délimité par les bassins versants de la Marque et de la Deûle, formant une vaste cuvette sédimentaire de 40 km de long et de 25 km de large, où la pente est très faible. Le périmètre a été arrêté le 2 décembre 2005 et le SAGE proprement dit a été approuvé le 9 mars 2020. La structure porteuse de l'élaboration et de la mise en œuvre est la Métropole européenne de Lille. 
La qualité des cours d'eau peut être consultée sur un site dédié géré par les agences de l'eau et l'Agence française pour la biodiversité. 

### Climat
Pour des articles plus généraux, voir Climat des Hauts-de-France et Climat du Nord.
En 2010, le climat de la commune est de type climat océanique dégradé des plaines du Centre et du Nord, selon une étude du CNRS s'appuyant sur une série de données couvrant la période 1971-2000. En 2020, Météo-France publie une typologie des climats de la France métropolitaine dans laquelle la commune est exposée à un climat océanique et est dans la région climatique  Nord-est du bassin Parisien, caractérisée par un ensoleillement médiocre, une pluviométrie moyenne régulièrement répartie au cours de l'année et un hiver froid (3 °C). 
Pour la période 1971-2000, la température annuelle moyenne est de 10,5 °C, avec une amplitude thermique annuelle de 14,1 °C. Le cumul annuel moyen de précipitations est de 704 mm, avec 11,8 jours de précipitations en janvier et 8,8 jours en juillet. Pour la période 1991-2020, la température moyenne annuelle observée sur la station météorologique la plus proche, située sur la commune de Lesquin à 17 km à vol d'oiseau, est de 11,3 °C et le cumul annuel moyen de précipitations est de 740,0 mm,. Pour l'avenir, les paramètres climatiques de la commune estimés pour 2050 selon différents scénarios d'émission de gaz à effet de serre sont consultables sur un site dédié publié par Météo-France en novembre 2022.

### Milieux naturels et biodiversité

#### Zones naturelles d'intérêt écologique, faunistique et floristique
L'inventaire des zones naturelles d'intérêt écologique, faunistique et floristique (ZNIEFF) a pour objectif de réaliser une couverture des zones les plus intéressantes sur le plan écologique, essentiellement dans la perspective d'améliorer la connaissance du patrimoine naturel national et de fournir aux différents décideurs un outil d'aide à la prise en compte de l'environnement dans l'aménagement du territoire.
Le territoire communal comprend une ZNIEFF de type 1 : le terril et le marais de Wingles. Ce site se localise dans la dépression alluviale du Flot de Wingles, au nord de la ville de Lens, ancienne friche industrielle réaménagée en espace de loisirs, celui-ci est traversé par la RD 165 E et une voie ferrée.

## Urbanisme

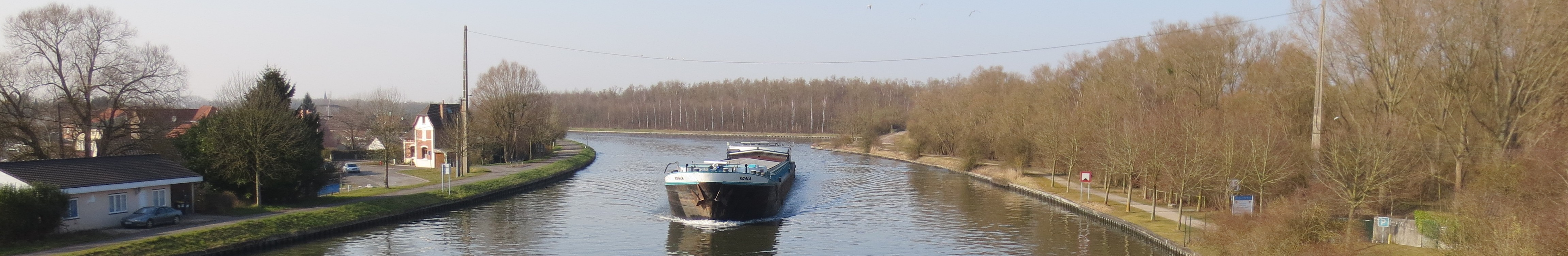
Vue panoramique de Bauvin

### Typologie
Au 1er janvier 2024, Bauvin est catégorisée ceinture urbaine, selon la nouvelle grille communale de densité à sept niveaux définie par l'Insee en 2022.
Elle appartient à l'unité urbaine de Béthune, une agglomération inter-départementale regroupant 94  communes, dont elle est une commune de la banlieue,,. Par ailleurs la commune fait partie de l'aire d'attraction de Lille (partie française), dont elle est une commune de la couronne,. Cette aire, qui regroupe 201 communes, est catégorisée dans les aires de 700 000 habitants ou plus (hors Paris),.

### Occupation des sols
L'occupation des sols de la commune, telle qu'elle ressort de la base de données européenne d'occupation biophysique des sols Corine Land Cover (CLC), est marquée par l'importance des territoires agricoles (42,7 % en 2018), en diminution par rapport à 1990 (47,2 %). La répartition détaillée en 2018 est la suivante : 
terres arables (42,7 %), zones urbanisées (39,9 %), forêts (11,1 %), eaux continentales (6,3 %). L'évolution de l'occupation des sols de la commune et de ses infrastructures peut être observée sur les différentes représentations cartographiques du territoire : la carte de Cassini (XVIIIe siècle), la carte d'état-major (1820-1866) et les cartes ou photos aériennes de l'IGN pour la période actuelle (1950 à aujourd'hui).

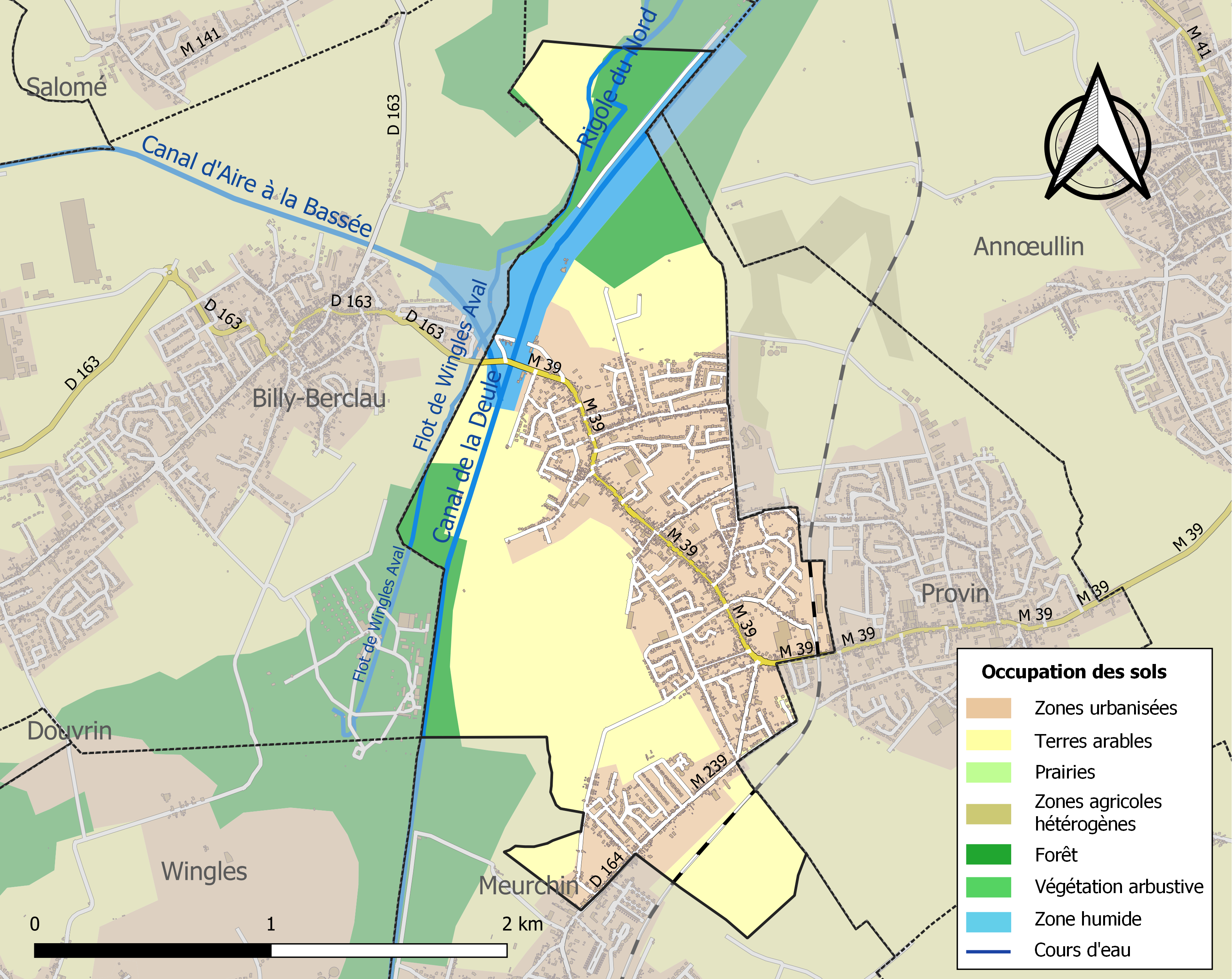
Carte des infrastructures et de l'occupation des sols de la commune en 2018 (CLC).

### Voies de communication et transports
La gare de Bauvin - Provin est située sur le territoire communal. Elle est desservie par des TER Hauts-de-France effectuant des missions entre les gares de Lille-Flandres et de Lens via Don - Sainghin.
La commune est desservie, en 2023, par la ligne sur réservation 21R du réseau Ilévia, la ligne 858 du réseau interurbain Arc-en-Ciel 2 et par la ligne 37 du réseau Tadao.

## Histoire
En était seigneur la famille de Haes.
Situé à la limite nord du Bassin minier du Nord-Pas-de-Calais, c'est sur le territoire de Bauvin que la fosse n° 1 des mines de Meurchin est creusée. Le fonçage du puits commence en août 1857, et la fosse commence à produire en 1859. Elle cesse d'extraire en 1936, mais reste en service jusqu'en 1954, date à laquelle le puits est remblayé.

## Politique et administration

### Liste des maires
Maire en 1802-1803 : Armand Dumez.
Maire en 1808 : Delecour.
| Période                                  | Période                       | Identité                     | Étiquette | Qualité |
| ---------------------------------------- | ----------------------------- | ---------------------------- | --------- | --- |
| Les données manquantes sont à compléter. |                               |                              |           | |
| 1831                                     | 1837                          | Germain Lemaire (1782-1835)  |           | |
| 1838                                     | 1872                          | Alphonse Lemaire (1810-1872) |           | |
| 1872                                     | 1886                          | Vindicien Delecourt          |           | |
| 1887                                     | 1889                          | Jules Lemaire (1860-1912)    |           | |
| 1889                                     | 1900                          | Louis Botelle                |           | |
| 1901                                     | 1919                          | Charles Rousselle            |           | |
| 1919                                     | 1945                          | Jules Sauvage, (1882-1950)   | SFIO      | Gérant de coopérative Conseiller général de Seclin (1937 → 1940) Conseiller d'arrondissement (1922 → 1937) |
| 1945                                     | 1946                          | Louis Charles Lohez          |           | |
| 1946                                     | 1947                          | François Damblin             |           | |
| 1947                                     | mai 1953                      | François Pouille             |           | |
| mai 1953                                 | mars 1977                     | Serge Dufour                 |           | Coupeur en confection                                                                                      |
| mars 1977                                | mars 2001                     | Gérard Boussemart            | PS        | Proviseur de lycée, maire honoraire Conseiller général de Seclin-Sud (2001 → 2015)                         |
| mars 2001                                | En cours (au 19 janvier 2021) | Louis-Pascal Lebargy         | DVG       | Directeur d'école Réélu pour le mandat 2020-2026                                                           |

## Population et société

### Démographie

#### Évolution démographique
L'évolution du nombre d'habitants est connue à travers les recensements de la population effectués dans la commune depuis 1793. Pour les communes de moins de 10 000 habitants, une enquête de recensement portant sur toute la population est réalisée tous les cinq ans, les populations de référence des années intermédiaires étant quant à elles estimées par interpolation ou extrapolation. Pour la commune, le premier recensement exhaustif entrant dans le cadre du nouveau dispositif a été réalisé en 2008.

En 2022, la commune comptait 5 124 habitants, en évolution de −2,03 % par rapport à 2016 (Nord : +0,51 %, France hors Mayotte : +2,11 %).
| 1793 | 1800 | 1806 | 1821 | 1831 | 1836 | 1841  | 1846  | 1851  |
| ---- | ---- | ---- | ---- | ---- | ---- | ----- | ----- | ----- |
| 724  | 709  | 817  | 963  | 970  | 972  | 1 083 | 1 168 | 1 233 |

| 1856  | 1861  | 1866  | 1872  | 1876  | 1881  | 1886  | 1891  | 1896  |
| ----- | ----- | ----- | ----- | ----- | ----- | ----- | ----- | ----- |
| 1 326 | 1 731 | 1 922 | 1 854 | 1 907 | 1 998 | 2 172 | 2 284 | 2 398 |

| 1901  | 1906  | 1911  | 1921  | 1926  | 1931  | 1936  | 1946  | 1954  |
| ----- | ----- | ----- | ----- | ----- | ----- | ----- | ----- | ----- |
| 2 620 | 2 932 | 3 093 | 2 536 | 3 253 | 3 399 | 3 478 | 3 746 | 4 006 |

| 1962  | 1968  | 1975  | 1982  | 1990  | 1999  | 2006  | 2008  | 2013  |
| ----- | ----- | ----- | ----- | ----- | ----- | ----- | ----- | ----- |
| 4 018 | 3 972 | 3 835 | 4 356 | 5 444 | 5 338 | 5 322 | 5 314 | 5 306 |

| 2018  | 2022  | - | - | - | - | - | - | - |
| ----- | ----- | - | - | - | - | - | - | - |
| 5 131 | 5 124 | - | - | - | - | - | - | - |

#### Pyramide des âges
La population de la commune est relativement jeune.
En 2018, le taux de personnes d'un âge inférieur à 30 ans s'élève à 34,4 %, soit en dessous de la moyenne départementale (39,5 %). À l'inverse, le taux de personnes d'âge supérieur à 60 ans est de 24,0 % la même année, alors qu'il est de 22,5 % au niveau départemental.
En 2018, la commune comptait 2 471 hommes pour 2 660 femmes, soit un taux de 51,84 % de femmes, légèrement supérieur au taux départemental (51,77 %).
Les pyramides des âges de la commune et du département s'établissent comme suit.
| Hommes | Classe d’âge | Femmes |
| ------ | ------------ | ------ |
| 0,3    | 90 ou +      | 0,9    |
| 4,7    | 75-89 ans    | 7,3    |
| 16,8   | 60-74 ans    | 18,0   |
| 21,2   | 45-59 ans    | 21,1   |
| 20,4   | 30-44 ans    | 20,4   |
| 16,6   | 15-29 ans    | 14,7   |
| 20,1   | 0-14 ans     | 17,7   |

| Hommes | Classe d’âge | Femmes |
| ------ | ------------ | ------ |
| 0,5    | 90 ou +      | 1,4    |
| 5,3    | 75-89 ans    | 8,1    |
| 14,8   | 60-74 ans    | 16,2   |
| 19,1   | 45-59 ans    | 18,4   |
| 19,5   | 30-44 ans    | 18,7   |
| 20,7   | 15-29 ans    | 19,1   |
| 20,2   | 0-14 ans     | 18     |

### Personnalités liées à la commune
- Pauline, chanteuse

### Héraldique
|  | Les armes de Bauvin se blasonnent ainsi : « D'or, à la croix ancrée et alaisée de gueules. » |

## Pour approfondir